# Euphorbia fusca
Euphorbia fusca är en törelväxtart som beskrevs av Hermann Wilhelm Rudolf Marloth. Euphorbia fusca ingår i släktet törlar, och familjen törelväxter. Inga underarter finns listade i Catalogue of Life.

## Bildgalleri

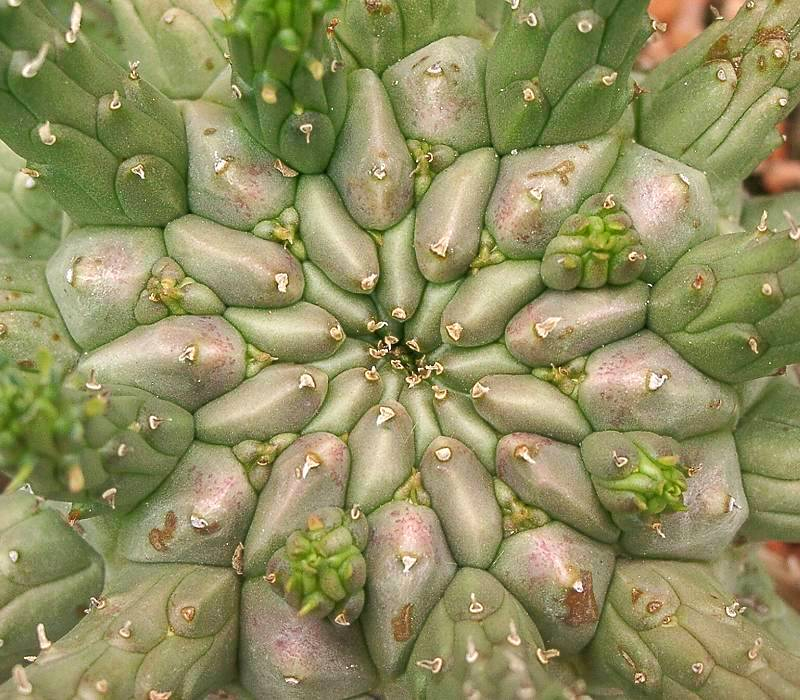